# Клатови (район)
Район Клатови (чеш. Okres Klatovy) — один из 7 районов Пльзенского края Чешской Республики. Административный центр — город Клатови. Является самым большим районом Чехии: его площадь — 1 945,69 кв. км. Население составляет 89 101 человек (второе место в крае после района Пльзень-город). В районе насчитывается 94 муниципалитета, из которых 14 — города.

## География
Расположен на севере края. В рамках края граничит с районами Пльзень-юг (на севере) и Домажлице (на северо-западе). На востоке и юго-востоке граничит с районами Прахатице и Страконице Южночешского края. На юго-западе — государственная граница с Германией.

## Демография
Данные на 2009 год:
| Город               | Население |
| ------------------- | --------- |
| Клатови             | 23 010    |
| Сушице              | 11 535    |
| Гораждёвице         | 5 699     |
| Нирско              | 5 194     |
| Яновице-над-Углавоу | 2 232     |
| Железна-Руда        | 2 059     |
| Планице             | 1 708     |
| Швигов              | 1 650     |
| Кашперске-Гори      | 1 588     |
| Стражов             | 1 358     |
| Нальжовске-Гори     | 1 203     |
| Мечин               | 1 150     |
| Гартманице          | 1 082     |
| Рейштейн            | 252       |

| Всего          | Женщин           | Мужчин           |
| -------------- | ---------------- | ---------------- |
| 89 101 (100 %) | 45 007 (50,51 %) | 44 094 (49,49 %) |

Средняя плотность — 46 чел./км²; 67,03 % населения живёт в городах.

## Населённые пункты

### Города
- Рейштейн

### Местечки
Дешенице - Колинец - Худенице - Чахров

## Памятники культуры
К наиболее посещаемым памятникам культуры, расположенным на территории района Клатови, относятся следующие:
|            |  |               |  |                   |  |              |
| Замок Раби |  | Замок Кашперк |  | Замок Вельгартице |  | Замок Швигов |

|                       |  |                   |  |                |  |               |
| Замок Червене-Поржичи |  | Замок Гораждёвице |  | Замок Хановице |  | Замок Кленова |